# Grafenried
Grafenried (toponimo tedesco) è una frazione di 947 abitanti del comune svizzero di Fraubrunnen, nel Canton Berna (regione di Berna-Altipiano svizzero, circondario di Berna-Altipiano svizzero).

## Storia

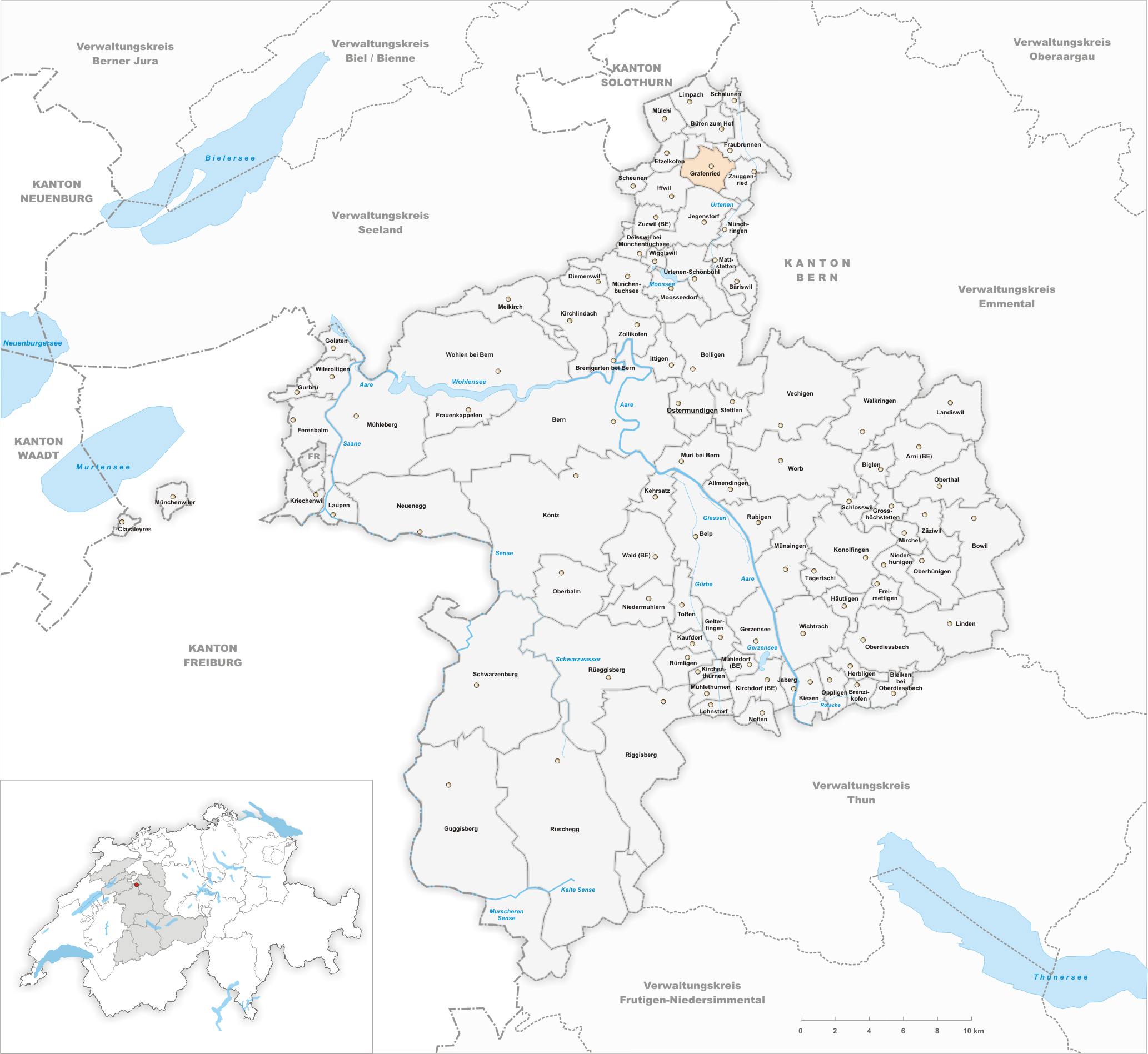
Il territorio del comune di Grafenried prima degli accorpamenti comunali del 2014

Già comune autonomo che si estendeva per 4,7 km² e che comprendeva anche le frazioni di Binel e Buchhof, il 1° gennaio 2014 è stato accorpato a Fraubrunnen assieme agli altri comuni soppressi di Büren zum Hof, Etzelkofen, Limpach, Mülchi, Schalunen e Zauggenried.

## Monumenti e luoghi d'interesse

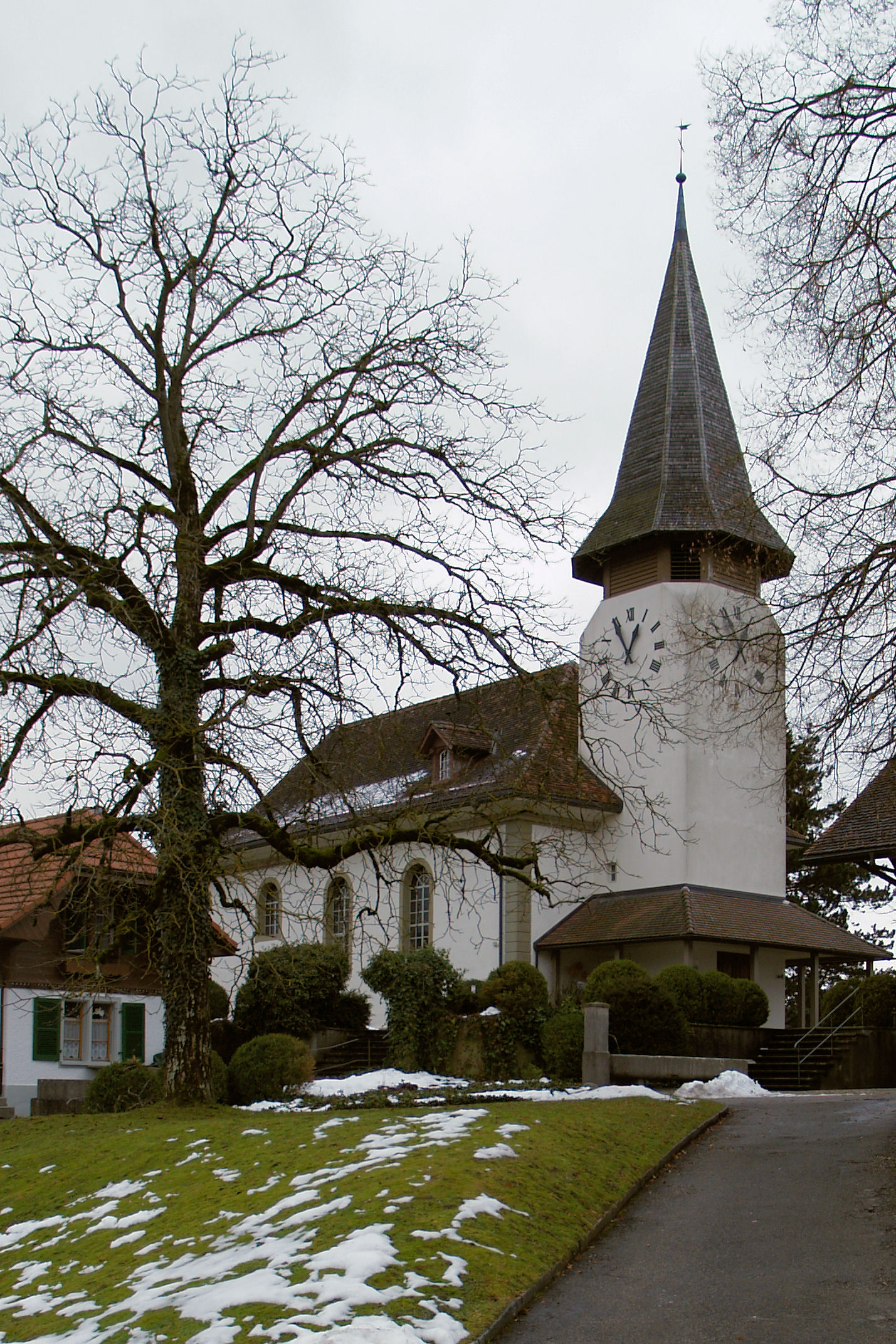
La chiesa riformata

- Chiesa riformata, eretta nel VII-VIII secolo e ricostruita nel 1748[1].

## Società

### Evoluzione demografica
L'evoluzione demografica è riportata nella seguente tabella:
Abitanti censiti

## Infrastrutture e trasporti

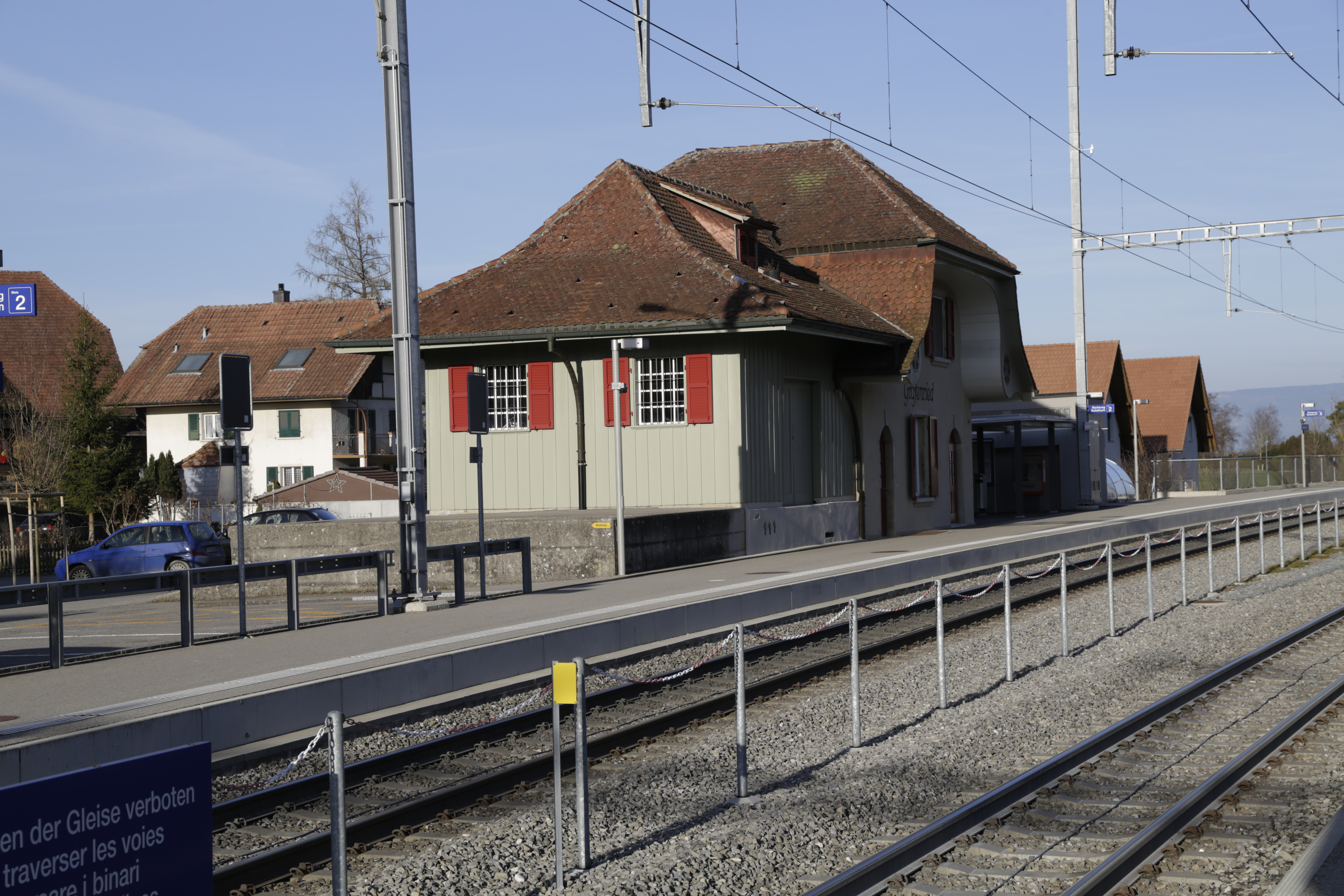
La stazione di Grafenried

Grafenried è servito dall'omonima stazione sulla ferrovia Soletta-Berna.

## Amministrazione
Ogni famiglia originaria del luogo fa parte del cosiddetto comune patriziale e ha la responsabilità della manutenzione di ogni bene ricadente all'interno dei confini del comune.